# Lecanopteris pumila
Lecanopteris pumila är en stensöteväxtart som beskrevs av Bl. Lecanopteris pumila ingår i släktet Lecanopteris och familjen Polypodiaceae. Inga underarter finns listade.